# Rue du C.E.A.T.
La rue du C.E.A.T. est une voie de Toulouse, chef-lieu de la région Occitanie, dans le Midi de la France.

## Situation et accès

### Description
La rue du C.E.A.T. est une voie publique. Elle se trouve dans le quartier de Jolimont.
La chaussée compte une voie de circulation dans chaque sens. Elle appartient à une zone 30 et la vitesse y est limitée à 30 km/h. Il n'existe en revanche ni bande, ni piste cyclable.

### Voies rencontrées
La rue du C.E.A.T. rencontre les voies suivantes, dans l'ordre des numéros croissants (« g » indique que la rue se situe à gauche, « d » à droite) :
1. Avenue Henri-Guillaumet
2. Allée Nicole-Castan (d)
3. Allée Renée-Canavaggia (d)
4. Allée Jeanne-Dumée (d)
5. Allée Jeanne-Barret (d)
6. Rue Jeanne-Labrosse (g)
7. Rue Nelson-Mandela (d)
8. Place Pierre-Satre (g)
9. Rue de la Soufflerie (d)
10. Rue Élisa-Garnerin (d)
11. Avenue Yves-Brunaud

## Odonymie
La rue, tracée lors de l'aménagement de la zone d'aménagement concerté (ZAC) Guillaumet sur le site de l'ancien Centre d'essais aéronautiques de Toulouse, en a naturellement pris le nom.